# Graszode (Borsele)
Graszode is een buurtschap tussen Heinkenszand en Lewedorp in de gemeente Borsele in de Nederlandse provincie Zeeland. De buurtschap bestaat uit twee wegen: de Oudezandweg en Graszode. De buurtschap bestaat uit zo'n veertig huizen. In het Zeeuwse dialect wordt de buurtschap ook wel 'de Gosvazze' genoemd.
De buurtschap is 19e eeuw ontstaan en heette toen 'Gosvazze', wat dialect is voor Graszode. In 1857 werd de buurtschap op de topografische kaart van Zeeland weergegeven als 'De Grasvazen': dit was het gevolg van een interpretatiefout van de landmeter die de naam niet goed had verstaan. De vroegst gevonden schrijfwijze als 'Graszode' dateert van 1936.

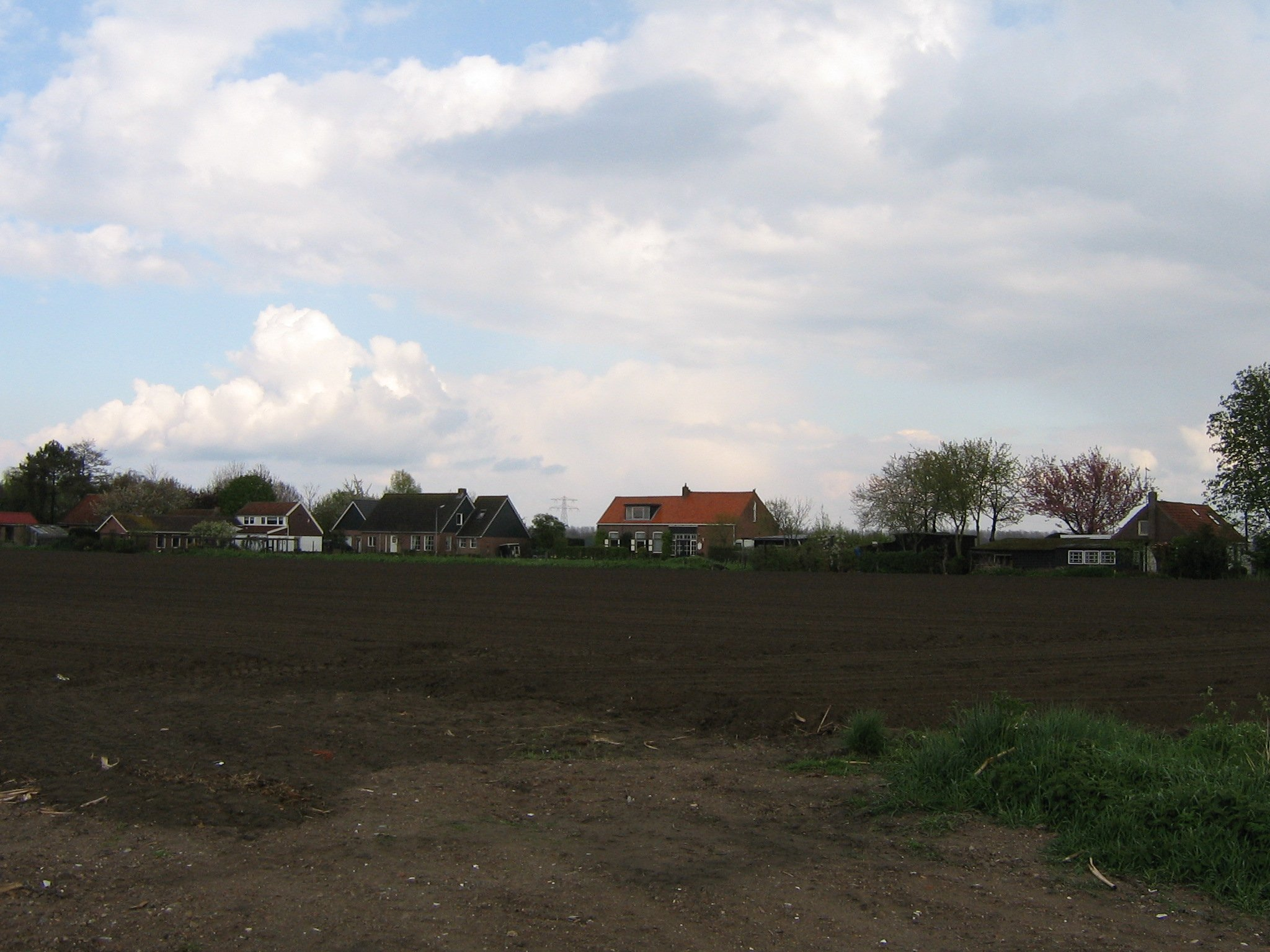
Zicht op Graszode

Dorpen: Baarland · Borssele · Driewegen · Ellewoutsdijk · 's-Gravenpolder · 's-Heer Abtskerke · 's-Heerenhoek · Heinkenszand · Hoedekenskerke · Kwadendamme · Lewedorp · Nieuwdorp · Nisse · Oudelande · Ovezande

Buurtschappen: Baarsdorp · Bakendorp · Coudorpe · Graszode · Knaphof · Koekoek · Langeweegje · Het Oudeland · Rijkebuurt · Scheldeoord · Sinoutskerke · 't Vlaandertje · De Zak 

Zeeland: Steden en dorpen in Zeeland      Nederland: Provincies · Gemeenten